# Ethan Hunt
Ethan Matthew Hunt è un personaggio immaginario e il protagonista della serie di film d'azione Mission: Impossible, interpretato dall'attore Tom Cruise.
Poco si conosce delle sue origini. Nel primo film, si menziona che i suoi genitori possedevano una fattoria nello Stato del Wisconsin, e che suo padre morì di malattia, cosicché uno zio di nome Donald corse ad aiutarlo in fattoria.

## Biografia del personaggio
Ethan è nato a Madison, nel Wisconsin, unico figlio di Nathan e Margharet Hunt. Cresce in una fattoria in Middlefield, New York. Dopo il diploma si arruola nell'esercito, prestando servizio prima nella Divisione Airborne e successivamente nel 75th Ranger Regiment, combattendo nella prima guerra del golfo. Dopo quattro anni, Ethan lascia l'esercito, e si iscrive all'Università della Pennsylvania, dove ottiene una doppia laurea in Ingegneria e Relazioni internazionali. Poco tempo dopo viene contattato dal suo ex superiore, il colonnello Briggs, che nel frattempo è diventato un dirigente di alto livello della CIA, il quale gli offre di entrare a far parte della Impossible Mission Force, una sezione ultra-segreta dell'Agenzia che si occupa di operazioni segrete ad alto rischio.

### Mission: Impossible(1996)
Ethan Hunt è un agente segreto dell'Impossible Mission Force (IMF), un'unità speciale della CIA che svolge missioni ad alto rischio. In missione a Praga, la sua squadra, guidata dal veterano Jim Phelps, deve impedire ad un terrorista russo di conoscere i nomi in codice di agenti sotto copertura, ma cade vittima di una trappola da cui sembra salvarsi solo Ethan. In seguito però si scopre che la missione era una messinscena per capire chi fosse, all'interno del team, l'agente che rivendeva le informazioni ai terroristi. Quindi Ethan viene ingiustamente incolpato di essere il responsabile, ma si ritiene innocente, e con l'aiuto del pilota Krieger, del programmatore informatico Luther Stickell e della moglie di Jim, Claire Phelps, sopravvissuta anche lei, deve dare la caccia ai criminali che intendono incastrarlo, tra cui una commerciante di armi. Ethan ha poco tempo a disposizione per seminare i sicari del governo USA e per stanare chi lo ha accusato. Nel frattempo sua madre e suo zio vengono arrestati e incolpati ingiustamente di essere dei trafficanti di droga. A Londra ricompare misteriosamente Jim, che dice ad Ethan di essersi ripreso improvvisamente dopo essere stato colpito da un cecchino, e insieme progettano di non dire nulla a sua moglie Claire. Sul treno Londra-Parigi deve avvenire la consegna tra Ethan Hunt e la commerciante di armi, che non sa che Hunt si è inserito nella sua gang per inchiodarla, e nel frattempo arrivano anche Kittridge, direttore dell'agenzia, e i suoi uomini. Claire era una cospiratrice ma, essendosi pentita delle proprie azioni, chiede al marito Jim, organizzatore della trappola, di risparmiare Ethan, che le ha fatto compassione, ma in realtà non sta parlando con Jim, ma proprio con Hunt, camuffatosi da Jim, che prova pietà per lei ma che al tempo stesso rimane sconvolto. Arriva sul treno TGV anche il vero Jim, televisto dal Direttore Kittridge, che ora sa tutto. Dopo un drammatico confronto con Hunt, Jim uccide Claire e, insieme al complice Krieger, tenta di fuggire in elicottero, ma Ethan riesce, in un adrenalinico inseguimento, ad applicare l'esplosivo sul velivolo, facendoli morire entrambi. La commerciante di armi viene arrestata da Kittridge, che ora ha capito di aver braccato inutilmente Hunt, che era innocente. Così Hunt viene reintegrato nell'agenzia segreta, sua madre e suo zio vengono scarcerati (erano stati rinchiusi per ricattarlo) e lui si incontra con Luther, l'unico dei suoi aiutanti che ha dimostrato di volergli bene e di essere onesto. Sull'aereo per tornare a casa, incrocia una hostess, che gli chiede, tramite doppisensi, se vuole diventare lui il leader della squadra in precedenza comandata dal traditore Jim.

### Mission: Impossible 2(2000)
Ethan Hunt, ora a capo della squadra, viene incaricato dal Direttore Swanbeck di scoprire cosa si nasconde dietro la morte di Vladimir Nekhorvich, un biologo molecolare russo suo amico, ucciso da un terrorista che si era finto Ethan con una maschera, dirottando l'aereo e causando quindi una tragedia per tutti i passeggeri. Ethan aveva ricevuto uno sms da Nekhorvich poco prima che quest'ultimo morisse, in cui si parlava di qualcosa come "Chimera" e "Bellerofonte", e scopre in seguito che Sean Ambrose, suo ex-collega, ora criminale, ha rubato un virus, Chimera, e Bellerofonte ne è l'antidoto. Intanto l'ex-compagna di Ambrose, Nyah, innamoratasi di Hunt, viene fatta inserire sotto copertura nel covo del terrorista, ma viene scoperta e rapita, e mentre tenta di distruggere il virus, si inietta l'ultima dose di Chimera, ma Ambrose decide di avere il virus lasciandola viva per poi abbandonarla al suo destino: la morte e un'epidemia letale a Sydney. Per Hunt la sfida decisiva è quella di rubare Chimera e Bellerofonte all'ex collega nel luogo in cui avverrebbe la transizione e salvare Nyah prima che faccia effetto il virus. Ethan completerà ambedue gli obiettivi.

### Mission: Impossible III(2006)
Ethan Hunt è ancora al servizio dell'Impossible Mission Force (IMF) ma solo come istruttore. Ma proprio il giorno del fidanzamento ufficiale con Julia Meade, una bella infermiera che però non conosce il vero lavoro del compagno, Ethan viene contattato dalla sua agenzia, che gli chiede di partecipare ad un'ultima missione: una sua ex-allieva, Lindsey Farris, è stata catturata da una promessa del mercato nero, Owen Davian, nel corso di una rischiosa missione in Germania, e l'IMF deve organizzare il suo recupero, poiché la giovane spia ha scoperto qualcosa di importante. Ethan accetta, per l'amicizia che lo lega alla ragazza, e riunisce una squadra di salvataggio di cui fanno parte, oltre all'amico fraterno Luther Stickell, anche le nuove entrate Declan Gormley e Zhen Lei. La missione non va però a buon fine, e, dopo una sparatoria e una fuga rocambolesca del team in elicottero, Lindsey muore tra le braccia di Hunt a causa di una microbomba innestàtale in testa, riuscendo comunque ad informarlo della presenza di una talpa all'interno dell'agenzia. Da questo momento Ethan decide di ritornare un agente operativo, andando contro Theodore Brassel, Direttore dell'Unità Missione Impossibile, per dare la caccia ai carnefici di Lindsey - inquadrati nell'organizzazione criminale guidata da Owen Davian - e cercare anche il traditore che agirebbe all'interno dell'IMF. Passando da Roma per inseguire Davian, Ethan metterà a rischio la vita sua e di Julia. Tutto sembra procedere per il meglio e Davian viene arrestato, ma improvvisamente, mentre viene condotto col furgone nella struttura dell'IMF, il team viene attaccato da alcuni mercenari che recupereranno Davian in elicottero, nonostante gli spari di Ethan. In seguito Ethan cerca Julia, ma Julia viene rapita da un sicario travestito da guardia giurata, ed Ethan la cerca in ospedale ma ovviamente non la trova. Appena fuori dalla costruzione, Ethan viene contattato da Davian, che, non interessato alle minacce dell'agente segreto, gli pone una condizione: se vuole riavere Julia sana e salva, dovrà rubare la Zampa di Lepre da un grattacielo pieno di guardie. Ma proprio in quel momento Hunt, che dopo la missione a Roma è considerato un delinquente, viene arrestato da alcuni agenti di Brassel e viene legato e condotto da quest'ultimo. John Musgrave, Direttore Operativo della sezione nonché suo amico, dà ad Ethan una lametta per fuggire, così l'uomo uccide il personale che lo portava via e si reca a Shanghai, dove viene raggiunto dai suoi sottoposti (Luther, Declan e Zhen), dopodiché si reca sul tetto del grattacielo cinese indicatogli da Davian, e mentre il suo team si occupa di distrarre la sicurezza con un disturbatore, lui scende con la corda verso il basso e uccide le guardie presenti, dopodiché si lancia sull'asfalto col paracadute, venendo quasi investito da un camion. Intanto Zhen e Declan sono scappati in auto, quindi prelevano Ethan, che nel frattempo è braccato dai guardiani della struttura, e tutti insieme fuggono innescando una sparatoria contro quegli uomini, senza però ucciderne nessuno. Ethan viene salutato affettuosamente dalla sua squadra, in particolare da Luther, suo abituale partner, ma durante lo scambio per salvare Julia viene addormentato, e al suo risveglio è rimasto con i jeans e la maglietta verde, senza il giubbotto, scoprendo che hanno impiantato nel suo cervello una carica esplosiva come quella di Lindsey. Inoltre Hunt scopre che il traditore all'interno dell'agenzia governativa non è Brassel, come pensava la sua defunta allieva, bensì il suo amico John Musgrave. Allora, dopo che John spiega le proprie ragioni a Ethan, questi riesce a metterlo momentaneamente fuorigioco, recandosi a cercare Julia. Ethan irrompe giusto in tempo e uccide Davian lasciandolo investire durante un corpo a corpo, ma la carica esplosiva impiantatagli nel cervello sta per ucciderlo, quindi chiede a Julia di rianimarlo fermando la carica, ma prima le dà la sua pistola, con la quale l'infermiera è costretta ad uccidere John Musgrave e l'assistente di Davian, che erano entrati per recuperare la Zampa di Lepre, ignari di chi li aspettasse. Poi Julia rianima Ethan e se ne va con lui, che le spiega per chi lavora realmente. Ethan torna negli Stati Uniti, dove viene lodato per le sue azioni eroiche dai colleghi, e finalmente si può godere una luna di miele con Julia, che ha conosciuto segretamente i membri della sua agenzia. Brassel si scusa per averlo fatto braccare dall'Intelligence civile, e gli ricorda che la Casa Bianca vorrebbe assegnargli altre missioni e che se tornerà in sede, gli spiegherà cosa significhi "Zampa di lepre".

### Mission: Impossible - Protocollo fantasma(2011)
Hunt si trova a Mosca per acquisire Bogdan, una fonte di informazioni su Cobalt, un terrorista che vuole iniziare una guerra nucleare tra Stati Uniti e Russia. Dopo una missione fallita, che ha provocato la distruzione del Cremlino, Hunt è costretto a fuggire, e torna con il suo team. Con l'IMF sconfessata, a causa dell'attivazione del "Protocollo Fantasma", Hunt scopre che Cobalt è in realtà Kurt Hendricks, uno stratega nucleare russo, che vuole lanciare un missile a San Francisco, permettendo in questo modo di far iniziare la guerra nucleare. Recandosi a Mumbai con il suo team, Hunt riesce a fermare Hendricks e a disabilitare il missile. 
All'inizio della storia viene menzionato che Hunt sia stato lasciato da sua moglie Julia. Tuttavia l’analista dell’IMF William Brandt, nuovo membro del team, rivela che la donna è morta a causa di un attentato e lui (che faceva da scorta ad Hunt) non riuscì ad intervenire. Si scoprirà alla fine che Hunt aveva salvato sua moglie fingendo poi la sua morte per darle una nuova identità ed una vita tranquilla.

### Mission: Impossible - Rogue Nation(2015)
Dopo aver intercettato una vendita di gas nervino a dei terroristi, l'agente dell'Impossible Mission Force (IMF) Ethan Hunt si pone come obiettivo di provare l'esistenza del Sindacato, un'attività criminale internazionale fino ad allora ignota alla CIA. Ethan Hunt viene catturato dal Sindacato, ma riesce a fuggire da una camera di tortura, allestita da Janik Vinter soprannominato "il dottore delle ossa", grazie all'aiuto dell'agente dell'MI6 Ilsa Faust, da tempo infiltrata nel Sindacato.
Intanto il direttore della CIA Alan Hunley e l'agente dell'IMF William Brandt testimoniano davanti ad un comitato del Senato. L'IMF, al momento senza un segretario in carica, è criticata per i suoi metodi distruttivi e spesso impropri. Hunley, a cui non piace Hunt, riesce ad ottenere l'eliminazione dell'IMF, che viene incorporata nella CIA e Brandt avvisa l'amico Hunt di rimanere nascosto. Tagliato fuori dall'IMF, Ethan cerca di risalire al suo unico ricordo prima della cattura: un uomo biondo con gli occhiali, successivamente identificato come l'ex agente dell'MI6 Solomon Lane.
Sei mesi dopo, Hunt è ancora un fuggitivo, incapace di individuare il Sindacato senza un aiuto stabile. Così decide di chiamare l'ex collega Benji Dunn per cercare Lane, sospettato di essere il leader del Sindacato, durante l'opera Turandot in un teatro di Vienna. Sebbene riesca a fermare tre cecchini, tra cui Faust, Hunt viene biasimato per la morte del Cancelliere d'Austria.
Allora Brandt recluta l'agente Luther Stickell per trovare Hunt prima che la Special Activities Division della CIA lo uccida. Avvalendosi di uno schizzo di Faust lasciato da Hunt, Brandt e Stickell riescono a rintracciare lui, Dunn e Faust in Marocco, dove si infiltrano in un server segreto, nascosto sotto una stazione conservata per raffreddamento a liquido per cambiare i dati di accesso e permettere a Dunn di entrare nella camera blindata. Dopo aver rubato quella che credono essere la lista con i nomi di tutti gli agenti del Sindacato, Faust prende i dati, contenuti in una chiave USB, e scappa; Ethan, la sua squadra, Brandt e Stickell, e alcuni membri del Sindacato, iniziano a inseguirla, invano. Fortunatamente però, Dunn aveva già fatto una copia dei dati.
Faust ritorna a Londra per consegnare i dati e completare finalmente la missione entrando nel Sindacato, ma il suo manager della MI6, Attlee, la costringe a continuare. Arrivata da Lane, insieme scoprono che Attlee ha cancellato i dati nel drive, che conteneva una red box del governo britannico, che richiede la biometria del primo ministro per effettuare l'accesso. Così gli ex agenti dell'IMF si incontrano con Faust, ma quando gli uomini di Lane rapiscono Dunn, gli viene ordinato di consegnare una copia decriptata del drive a Lane. Anche se gli altri sono contrari, Hunt capisce che l'uomo ha in ogni caso un piano per ottenere il file; concordando che il modo per fermarlo sia affrontarlo, Hunt accetta la proposta.
Come previsto da Hunt, Brandt rivela le loro posizioni ad Hunley. Durante un'asta di beneficenza, Hunley, Brandt e Attlee portano il primo ministro in una stanza privata per proteggerlo da Hunt. Una volta avuta la conferma dell'esistenza del Sindacato, un progetto classificato a compiere missioni in segreto, Attlee si rivela essere Hunt mascherato. Quando arriva il vero Attlee, Hunt lo costringe ad ammettere di essere stato l'iniziatore del Sindacato senza nessun permesso, e di averlo tenuto segreto da quando Lane aveva dirottato il progetto.
Stickell intanto scopre che il file effettivamente contiene l'accesso a miliardi di dollari. Hunt distrugge il file e dice a Lane di aver memorizzato i dati, in modo tale da ricattarlo a rilasciare Dunn e Faust in cambio di ciò che sa. Dunn fugge da Stickell e Brandt mentre Ethan e Faust si sono divisi per non essere raggiunti dagli uomini di Vinter. Faust uccide Vinter con una coltellata, e Ethan attira Lane in una cella anti-proiettili dove viene gassato, proprio come Hunt all'inizio del film, e preso in loro custodia.
Hunley e Brandt ritornano davanti al comitato. Hunley richiede il ripristino dell'IMF, affermando che aveva voluto bloccarlo precedentemente per permettere ad Hunt di operare sotto copertura; i Senatori accettano il ritorno dell'IMF. Brandt si congratula con Hunley, il nuovo segretario.

### Mission: Impossible - Fallout(2018)
Ethan viene incaricato di trovare e uccidere il criminale John Lark, un membro dell'associazione criminale Apostoli, nato dalle ceneri del Sindacato, e di recuperare delle casse piene di plutonio a Berlino, ma la missione fallisce quando Luther Stickell, viene catturato da uno dei membri degli Apostoli, minacciandolo di ucciderlo, se Ethan non gli consegna il plutonio. Ethan riesce a salvare Stickell, ma il plutonio viene rubato.
Successivamente Ethan, viene incaricato di recarsi a Parigi, al fianco dell'agente della CIA August Walker, per incontrare l'agente Vedova Bianca per ricevere il plutonio. Vedova Bianca consegnerà a loro il plutonio, se libereranno Solomon Lane, in prigione da due anni dopo la sua cattura da Ethan e compagni. Con l'aiuto di Stickell, Hunley e Dunn, Ethan e Walker riescono a liberare Lane, per poi nascondersi sotto le fogne, perché inseguiti dalla polizia, e consegneranno Lane alla Vedova Bianca, per ottenere così il plutonio per uccidere Lark. Tuttavia Walker tradisce il gruppo, liberando Lane e uccidendo Hunley.
Ethan, Stickell e Dunn si recano in un villaggio nella regione indiana del Kashmir per fermare Walker e Lane che intendono usare due bombe, contenenti il plutonio, per distruggere un villaggio vicino. Alla missione si aggiunge anche Ilsa Faust che è stata incaricata di trovare e uccidere Lane. Sopraggiunti là, Ethan rincontra sua moglie, Julia Meade, la quale aiuta il gruppo a fermare Walker e Lane. Mentre Stickell e Meade cercano di disattivare la prima bomba, Dunn e Faust sconfiggono Lane e tentano di disattivare la seconda.
Ethan insegue Walker in uno spericolato inseguimento in elicottero per entrare in possesso del detonatore e disinnescare gli ordigni. L'inseguimento si conclude sulle pendici di una montagna su cui Walker troverà la morte. Ethan, una volta recuperato il detonatore, riesce ad impedire che le atomiche esplodano ma perde i sensi, stremato. Si risveglia nell'ospedale da campo del villaggio indiano attorniato dai suoi compagni che festeggiano assieme a lui la vittoria. Lane viene nuovamente messo dietro le sbarre a Londra.

## Caratterizzazione
Il personaggio di Ethan Hunt si evolve durante la saga. Nel primo capitolo si rivela un maestro di infiltrazione, travestimento, tecnologia stealth, tattiche di spionaggio, intelligence operativa e tecniche di evasione e fuga. Nei film successivi sembra abbandonare progressivamente queste abilità furtive, per lasciare maggior spazio all'azione: si rivela molto abile nell'uso delle armi, nella guida di auto e mezzi, e nelle arti marziali (Capoeira, Judo, Aikidō, Ninjutsu, Karate, Escrima, Kenpō, Keysi Fighting Method e Taekwondo), sconfiggendo più avversari in una sola volta, o combattenti altamenti qualificati come il suo collega Sean Ambrose. La sua arma preferita è la Beretta 92 FS.
È un uomo molto intelligente e possiede conoscenze avanzate nei campi della matematica, dell'ingegneria, della legge e dell'informatica.